# Aarstiderne (dokumentarfilm)
|  | Denne artikel er oprettet af botten Steenthbot ud fra en ekstern database. Den kan derfor have sproglige fejl eller mangler. Denne skabelon kan fjernes efter kontrol af indholdet. |

Aarstiderne er en dansk dokumentarisk optagelse fra 1944.

## Handling
Det danske landskab ses gennem alle årstider startende med efteråret. Der er bl.a. optagelser fra skitur i Dyrehaven og Bellahøj Dyrskue med Lis Hartel på Jubilee.
Hver mellemtekst er et digt, og der er tegnet en lille tegning på hver. Filmen slutter med:
Danmark smiler uforsagt -
danske Mænd og Kvinder
har fra Arilds Tid holdt Vagt
om de lyse Minder
om et Land, og et Folk, et Sprog
samlet under Dannebrog
det er gamle Danmark.